# Corydalis moorcroftiana
Corydalis moorcroftiana är en vallmoväxtart som beskrevs av Wallich, J. D. Hooker och Thomson. Corydalis moorcroftiana ingår i släktet nunneörter, och familjen vallmoväxter. Inga underarter finns listade i Catalogue of Life.